# Vadim Rojdestvenskiy
Vadim Rojdestvenskiy, noto anche con lo pseudonimo di Colonnello Romanov (1967), è un ex pallanuotista e allenatore di pallanuoto sovietico.
Inizia a frequentare lo sport della pallanuoto mostra le sue abilità in questo sport: il suo ruolo è di centroboa. Prosegue fino ad andare in serie A2 con la Chiavari nuoto dove compie una vera goleada segnò 116 gol in una stagione, record imbattuto fino ad oggi, continuando poi la  carriera al  Bogliasco, Sori e Quinto . Vedendo questa promessa della pallanuoto la nazione dell'URSS decise di convocarlo. Nell'europeo del 1987 URSS fece una vera impresa grazie ai suoi giocatori.
- La prima partita: 16-08-87	 URSS	13 - 6	 Spagna
- La seconda partita: 17-08-87	 URSS	12 - 10	 Italia
- La terza partita: 18-08-87	 URSS	11 - 10	 Germania Ovest
- La quarta partita: 19-08-87	 Romania	7 - 13	 URSS
- La quinta partita: 21-08-87	 URSS	8 - 6	 Bulgaria
- La sesta partita: 22-08-87	 URSS	15 - 10	 Ungheria
- La settima partita: 23-08-87	 URSS	9 - 9	 Jugoslavia

Con questi risultati positivi l'URSS vinse l'europeo e Vadim divenne un campione d'Europa.
Dopo una carriera maestosa da pallanuotista Vadim si ritira e inizia a intraprendere la carriera da allenatore al Bogliasco, Sori, Cosenza-Rende, PN Farnese, TRS Kosmo Pallanuoto Piacenza , TRS Piacenza Pallanuoto 2018 e oggi allena Npn Tolentino  